# Thomas Jentsch
Thomas J. Jentsch (Berlim, 24 de abril de 1953) é um biologista molecular alemão. É Professor do Leibniz-Institut für Molekulare Pharmakologie (FMP) e do Max-Delbrück-Centrum für Molekulare Medizin in der Helmholtz-Gemeinschaft (MDC) em Buch (Berlim) e lá diretor da seção Physiologie und Pathologie des Ionentransports.
Suas pesquisas em canal iônico ajudaram a elucidar as causas de diversas doenças genéticas.

## Condecorações selecionadas
- 1992: Prêmio Wilhelm-Vaillant para pesquisa biomédica
- 1995: Prêmio Gottfried Wilhelm Leibniz da Deutsche Forschungsgemeinschaft (DFG)
- 1998: Prêmio Alfred Hauptmann por pesquisa sobre epilepsia
- 1998: Prêmio Franz Volhard por pesquisa em nefrologia
- 1999: Prêmio Zülch da Fundação  Gertrud-Reemtsma por pesquisa sobre nefrologia
- 2000: Prêmio Feldberg da Fundação Feldberg por intercâmbio científico anglo-alemão
- 2000: Prêmio Família Hansen
- 2000: Prix Louis-Jeantet de médecine
- 2000: membro eleito da Academia Europaea
- 2000: membro eleito da Organização Europeia de Biologia Molecular (EMBO)
- 2001: Prêmio Ernst Jung de medicina
- 2001: membro eleito da Academia das Ciências de Berlim[2]
- 2004: Prêmio Adolf Fick de fisiologia
- 2004: membro eleito da Academia Leopoldina[3]
- 2004: Prêmio Homer Smith de nefrologia
- 2005: membro da Academia de Ciências de Hamburgo

## Publicações selecionadas
- Thomas J. Jentsch: Discovery of CLC transport proteins: cloning, structure, function and pathophysiology. In: The Journal of Physiology. Volume 593, Nr. 18, 2015, p. 4091–4109, doi:10.1113/JP270043
- F.K. Voss, F. Ullrich, J. Münch, K. Lazarow, D. Lutter, N. Mah, M. a Andrade-Navarro, J.P. von Kries, T. Stauber e T.J. Jentsch: Identification of LRRC8 heteromers as an essential component of the volume-regulated anion channel VRAC. In: Science. 10. April 2014. doi:10.1126/science.1252826
- G. Rickheit, M. Maier, N. Strenzke, C.E. Andreescu, C.I. De Zeeuw, A. Muenscher, A.A. Zdebik e T.J. Jentsch: Endocochlear potential depends on Cl- channels: mechanism underlying deafness in Bartter syndrome IV. In: The EMBO Journal. 2. Oktober 2008. doi:10.1038/emboj.2008.203
- T. Kharkovets, K. Dedek, H. Maier, M. Schweizer, D. Khimich, R. Nouvian, V. Vardanyan, R. Leuwer, T. Moser e T.J. Jentsch: Mice with altered KCNQ4 K+ channels implicate sensory outer hair cells in human progressive deafness. In: The EMBO Journal. 25, 2006. p. 642-652.
- P.F. Lange, L. Wartosch, T.J. Jentsch e J.C. Fuhrmann: ClC-7 requires Ostm1 as a β-subunit to support bone resorption and lysosomal function. Nature. 440, 2006. p. 220-223.
- M. Poet, U. Kornak, M. Schweizer, A.A. Zdebik, O. Scheel, S. Hoelter, W. Wurst, A. Schmitt, J.C. Fuhrmann, R. Planells-Cases, S.E. Mole, C.A. Hübner e T.J. Jentsch: Lysosomal storage disease upon disruption of the neuronal chloride transport protein ClC-6. In: PNAS. Volume 103, 2006. 13854-13859
- O. Scheel, A.A. Zdebik, S. Lourdel e T.J. Jentsch: Voltagedependent electrogenic chloride-proton exchange by endosomal CLC proteins. In: Nature 436, 2005. p. 424-427.